# The Greatest Hits (película)
The Greatest Hits es una película de fantasía romántica estadounidense de 2024 escrita, producida y dirigida por Ned Benson y protagonizada por Lucy Boynton, Justin H. Min, David Corenswet y Austin Crute.
Tuvo su estreno mundial en South by Southwest el 14 de marzo de 2024. Searchlight Pictures la estrenó en cines de forma limitada el 5 de abril de 2024, seguido de un estreno en streaming en Hulu el 12 de abril de 2024.

## Sinopsis
Harriet descubre que el arte imita la vida cuando descubre que ciertas canciones pueden transportarla al pasado, literalmente. Mientras revive el pasado a través de recuerdos románticos de su exnovio en un intento de evitar el terrible accidente automovilístico que le quitó la vida, su viaje en el tiempo choca con un nuevo interés amoroso floreciente en el presente. Mientras emprende su viaje en el tiempo, debe considerar si debe o no cambiar el pasado.

## Reparto
- Lucy Boynton como Harriet
- Justin H. Min como David, el nuevo interés amoroso de Harriet
- David Corenswet como Max, el novio fallecido de Harriet
- Austin Crute
- Jackson Kelly

## Producción
The Greatest Hits fue escrita, producida y dirigida por Ned Benson. También fue producida por Michael London y Shannon Gaulding de Groundswell Productions, junto con Stephanie Davis y Cassandra Kulukundis. En agosto de 2022, Lucy Boynton se incorporó al elenco. Ese mismo mes se añadió al elenco Justin H. Min. En octubre de 2022, Austin Crute se incorporó al reparto.
La fotografía principal se llevó a cabo en Los Ángeles, California, desde finales de agosto hasta octubre de 2022, particularmente en las ubicaciones de: Downtown, Echo Park, Silver Lake, Chinatown, Boyle Heights, Highland Park, Venice Beach y Agua Dulce.

## Estreno
En agosto de 2022, Searchlight Pictures adquirió los derechos de The Greatest Hits. Tuvo su estreno mundial en South by Southwest el 14 de marzo de 2024. Tuvo un estreno limitado en cines el 5 de abril de 2024 y un estreno en streaming en Hulu en los Estados Unidos el 12 de abril de 2024.